# Johannes Bahr
Gerhard Johannes Bahr (* 17. Februar 1906 in Eibau; † 21. September 1989) war ein deutscher Ingenieur und Hochschullehrer.

## Leben
Johannes Bahr legte 1926 in Zittau das Abitur ab. Anschließend studierte er Schiffsmaschinenbau an der TH Danzig, 1931 erwarb er das Diplom. Nach kurzer Tätigkeit bei der Hamburg-Amerika-Linie arbeitete er ab 1932 als Betriebsingenieur bei den Anhaltinischen Kohlewerken in Halle (Saale). Von 1939 bis 1941 wirkte er als Oberingenieur im Braunkohlenwerk Hirschfelde, wo er die Elektrotechnische und Maschinentechnische Abteilung leitete. Danach war er im Braunkohlen- und Großkraftwerk Böhlen Leiter der maschinen- und elektrotechnischen Werkstätten, der Außenreparaturbetriebe und des Konstruktionsbüros. Er trat in dieser Zeit in die SED ein, blieb deren Mitglied bis 1958. 1952 übernahm er als Hauptmechaniker die Leitung sämtlicher Werkstattbetriebe der im Volkseigenen Betrieb (VEB) Kombinat „Otto Grotewohl“ Böhlen zusammengefassten Werke.
Im März 1954 wurde Johannes Bahr Professor für Bergmaschinenwesen an der Bergakademie Freiberg. Gleichzeitig wurde er Direktor des Instituts für Bergbaumaschinen. Nach der Dritten Hochschulreform der DDR und der Auflösung der Institute wurde Bahr von seiner Funktion als Institutsdirektor entbunden, und sein Wirkungsbereich wurde umgewandelt in eine Professur für Erd- und Tiefbaumaschinen. Am 1. September 1971 wurde er emeritiert, 1989 starb er.

## Ehrungen
- Aktivist (sechsmal)[1]

## Veröffentlichungen (Auswahl)
- Gurtbandförderer im Bergbau. Bergakademie Freiberg, 1959
- Messtechnik auf dem Gebiet der Erd- und Tiefbaumaschinen (4 Lehrbriefe, 1969–1970)
- Instandhaltung, dargestellt an Beispielen des Bergbaus. VEB Deutscher Verlag für Grundstoffindustrie Leipzig, 1970